# トーマス・モウアー・マーティン
トーマス・モウアー・マーティン（Thomas Mower Martin RCA、1838年 – 1934年）は、イギリス生まれのカナダの画家である 。カナダの風景を描いた作品で知られている。

## 略歴
ロンドンで生まれた。父親はロンドンの弁護士の組織「インナー・テンプル」の事務員であり、軍の学校で学んでいたが、15歳までに両親を亡くし、母方の叔母に育てられた。軍人になるのを止め、製図を学び、建築家のもとで図工として働くが収入は少なかった。絵に興味があり、パートタイムでサウス・ケンジントンの美術学校で学んだことがあるとされるが、ほぼ独学であった。
ロンドンでの暮らしを好まず、カナダの植民地政府が農地を無償で提供し、入植者を募集したのに応募してカナダに移った。結婚し、1962年にカナダへの移住し、オンタリオ州のマスコーカ地域に小さな家をたて入植したが、土地はやせていて農業に適さないものであったので農業を止めてトロントに移り、肖像画家として働くようになった。画家としての評価が高まると風景画を描くようになった。
1872年に、ジョン・アーサー・フレーザーらとトロントの美術家団体、オンタリオ美術家協会(Ontario Society of Artists)の創設メンバーの一人となった。1880年に王立カナダ美術アカデミー(Royal Canadian Academy of Arts)の設立メンバーでもあった。1880年代にカナダの東海岸から西海岸までのすべての地域の風景を描く旅をはじめ、1880年代の終わりには
カナダ太平洋鉄道から資金を得て、フレデリック・マーレット・ベル＝スミス(Frederic Marlett Bell-Smith: 1846-1923)とマーマデューク・マテューズ(Marmaduke Matthews: 1837-1913)とともにロッキー山脈の風景を描いた。
1907年に詩人のウィリアム・ウィルフレッド・キャンベル(William Wilfred Campbell: 1860–1918)が文章を書き、多くのマーティンのカナダ各地を描いた書籍「カナダ」が出版された。
活動したカナダの美術団体において年長の画家として尊敬される存在であった。

## 作品

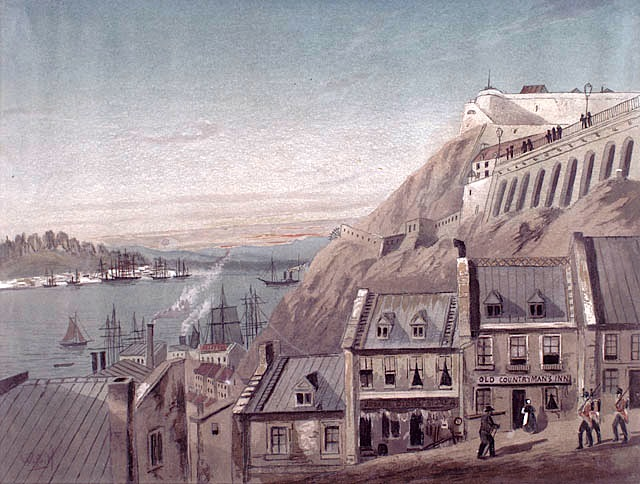
porte Prescottからのケベックの風景(c.1880)
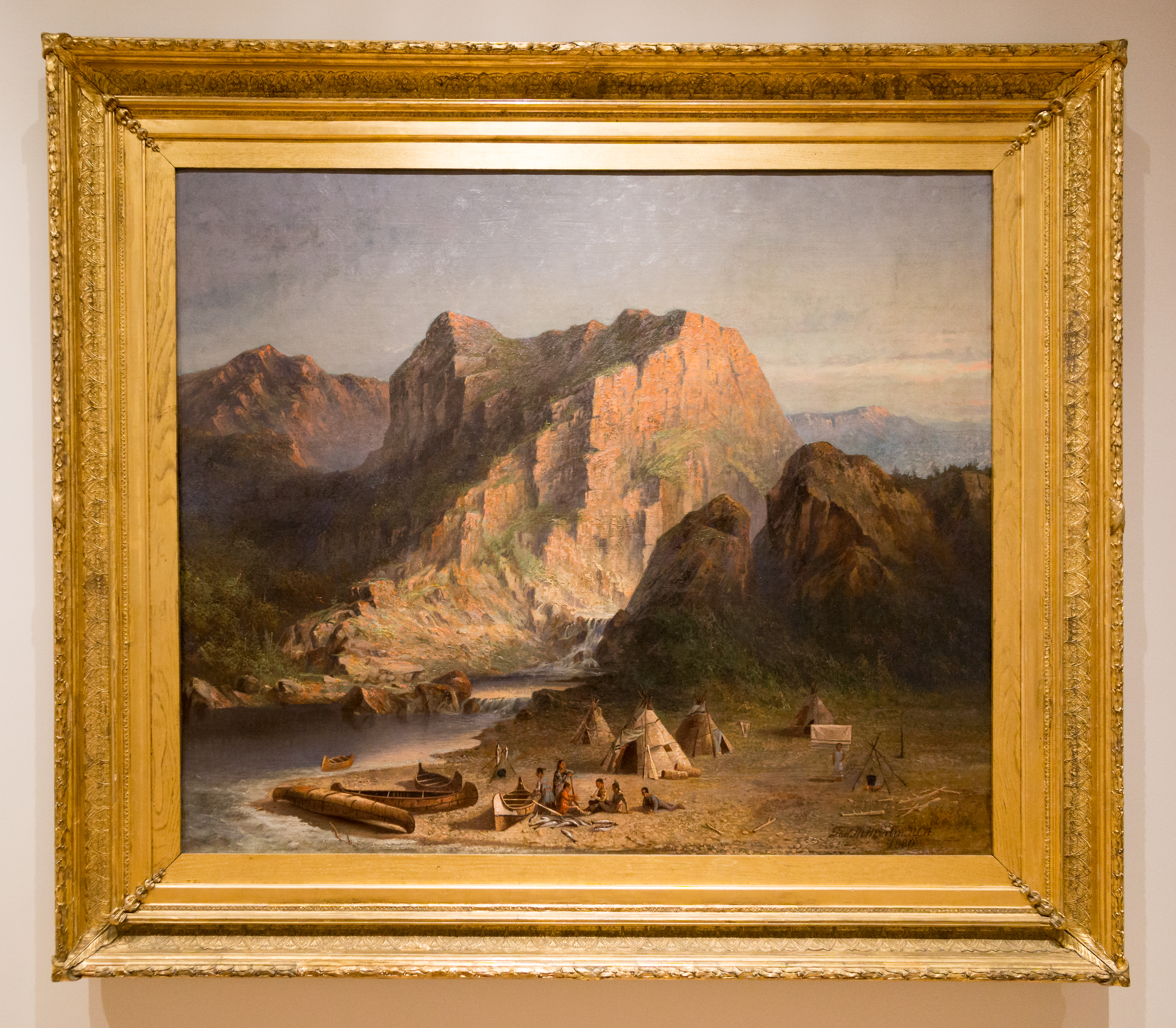
野営地、ロイヤルオンタリオ博物館像
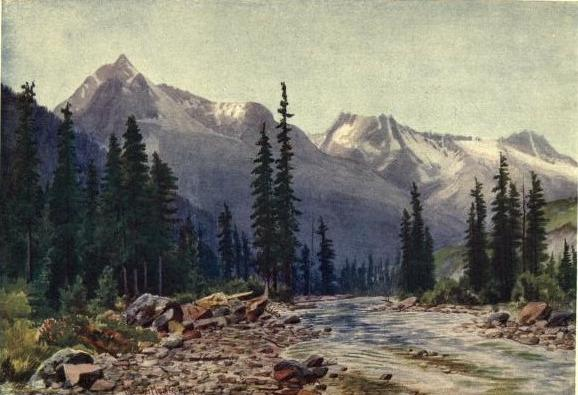
ロッキー山脈　(1909)
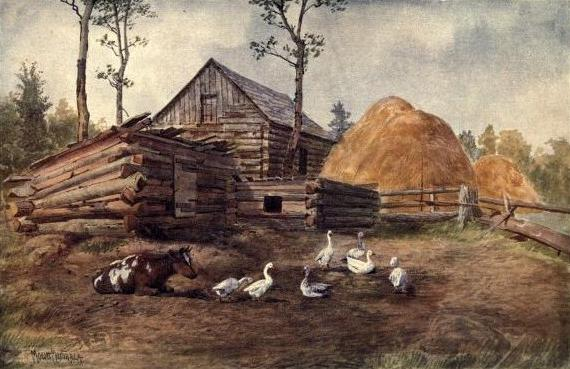
入植者の農場　(1909)